# España en la memoria
España en la memoria es un programa español de televisión que se emite en España El Toro TV todos los domingos de 20:30 a 22:00 (hora española) presentado por el periodista español Alfonso Arteseros. Dedican cada programa a una parte de la Historia de España.
El 13 de enero de 2013, Arteseros anunció a través de la red social Facebook la retirada de su programa "por razones de fuerza mayor". Más tarde, explicó que se marchó de la cadena por la crisis que atravesaba, los impagos y la mala gestión de sus jefes.
Actualmente se emite el programa los domingos de 20:30 a 22:00 en la cadena El Toro TV. (Hora España peninsular)

## Publicación española en DVD
Los productores españoles del programa televisivo español publican de forma semanal los documentales españoles en formato DVD. Su adquisición se realiza mediante la compra del periódico español La Gaceta, más un pago de 2 euros (en 2010).
Los títulos actuales de la colección son:
1. Los primeros meses de la Guerra Civil
2. Salvemos el Prado
3. La Posguerra
4. El general Franco
5. La mujer en el tiempo
6. El 23F
7. Aquel colegio
8. La Guardia Civil
9. La Brigada Paracaidista
10. La Legión Española
11. Juan Sebastián Elcano y la Marina Española
12. 1931: la proclamación de la República
13. Las elecciones de 1933: de la "Sanjurjada" a la Falange
14. 1934: La revolución de Asturias y el Estado Independiente Catalán
15. 1935: El costumbrismo en la República y la creación del Frente Popular
16. Las elecciones de 1936 y los acontecimientos hasta el 18 de julio
17. Los niños en la guerra, la posguerra y el Franquismo
18. El Sahara español y la Marcha verde
19. La España emigrante
20. La España rural
21. La Segunda Guerra Mundial en España
22. La División Azul
23. José Antonio Primo de Rivera
24. José Díaz y el Partido Comunista
25. Adolfo Suárez y la Transición
26. D. Ramón Serrano Suñer
27. Los asedios: el Santuario de Santa María de la Cabeza y el Alcázar de Toledo
28. Alfonso XIII
29. Blas Piñar y la Transición
30. 1940: El encuentro de Hendaya
31. Los Beatles en España
32. El carlismo en España
33. La guerrilla o el bandolerismo: "El Maquis en Galicia"
34. El movimiento guerrillero en Andalucía: "El Maquis"
35. El General Yagüe
36. ¡Aquella Navidad!
37. El asesinato de Carrero Blanco
38. El autogiro. Las zonas devastadas en la Guerra Civil. Los coches de Franco
39. La represión en la Guerra Civil
40. El Cardenal Herrera Oria
41. El 23F segunda parte
42. La era Kennedy en España 1960 - 1963
43. Paco Fernández Ochoa y las olimpiadas
44. De Franco a Juan Carlos I la restauración de la monarquía
45. La Segunda Guerra Mundial en Gibraltar
46. La Fiesta Nacional
47. La Aviación Española
48. 1959 de Eisenhower a Fidel Castro
49. El ejército rojo
50. La Semana Santa
51. 1968 : Massiel, Legrá, Pedro Carrasco y Salomé
52. Guernica: El cuadro y los bombardeos
53. Las plazas de toros antiguas y los maletillas
54. Los sindicatos franquistas
55. Tiempos de copla
56. Historia de la televisión
57. Historia de la radio en España
58. Historia de la publicidad en España
59. Los mejores momentos de España en la memoria

### Ediciones especiales
- El Valle de los Caídos

## Controversia
El programa fue criticado por la web digital de izquierdas El Plural a raíz del documental sobre Francisco Franco en vísperas del 20-N, calificándolo de "festival franquista".